# Гаухель, Йозеф
Йозеф «Юпп» Гаухель (нем. Josef Gauchel; 11 сентября 1916, Кобленц, Германская империя — 21 марта 1963, там же, ФРГ) — немецкий футболист, игравший на позиции нападающего за клуб «Нойендорф» (Кобленц), член национальной сборной Германии по футболу.

## Клубная карьера
В футболе дебютировал в 1932 году выступлениями за команду «Нойендорф», цвета которой защищал в течение всей своей карьеры в футболе, длившейся целых семнадцать лет.

## Выступления за сборную
В 1936 году дебютировал в официальных матчах в составе национальной сборной Германии. В течение карьеры в национальной команде, длившейся 7 лет, провел в её составе 16 матчей, забив 13 голов .
В составе сборной был участником футбольного турнира на Олимпийских играх 1936 года в Берлине, чемпионата мира 1938 года во Франции, где сыграл в первом матче против Швейцарии (1-1). Международная карьера завершилась 16-м международным матчем 19 июля 1942 года в Софии против сборной Болгарии.
После 100 игр в лиге с 63 забитыми голами 37-летний футболист завершил карьеру игрока в 1954 году и успешно сдал экзамены на тренера по футболу.
Умер в результате сердечного приступа.

## Память
- Его именем в Кобленце названа улица Jupp-Gauchel-Straße, на которой расположен футбольный стадион «Оберверт».